# Sebastian Steiner (Bildhauer)
Sebastian Steiner (* 30. Dezember 1836 in Sterzing; † 6. April 1896 in Untermais bei Meran; gelegentlich auch in der Schreibung Stainer) war ein Tiroler Bildhauer und Schnitzer.

## Biografie
Er war der Sohn eines Schuhmachers und erlernte in seiner Jugend zunächst das Schuhmacherhandwerk, erhielt jedoch auch erste künstlerische Anregungen beim Sterzinger Maler und Bildschnitzer Johann Feistenauer. Er zog nach Innsbruck, wo er als Schuhmachergeselle tätig war. Sein Talent zum Schnitzen wurde von Franz Unterberger, dem Inhaber der Unterbergerschen Kunsthandlung, entdeckt. Unterstützt durch finanzielle Mitteln von der fürstlichen Auerspergschen Familie konnte Steiner sich in Innsbruck und München weiterbilden.

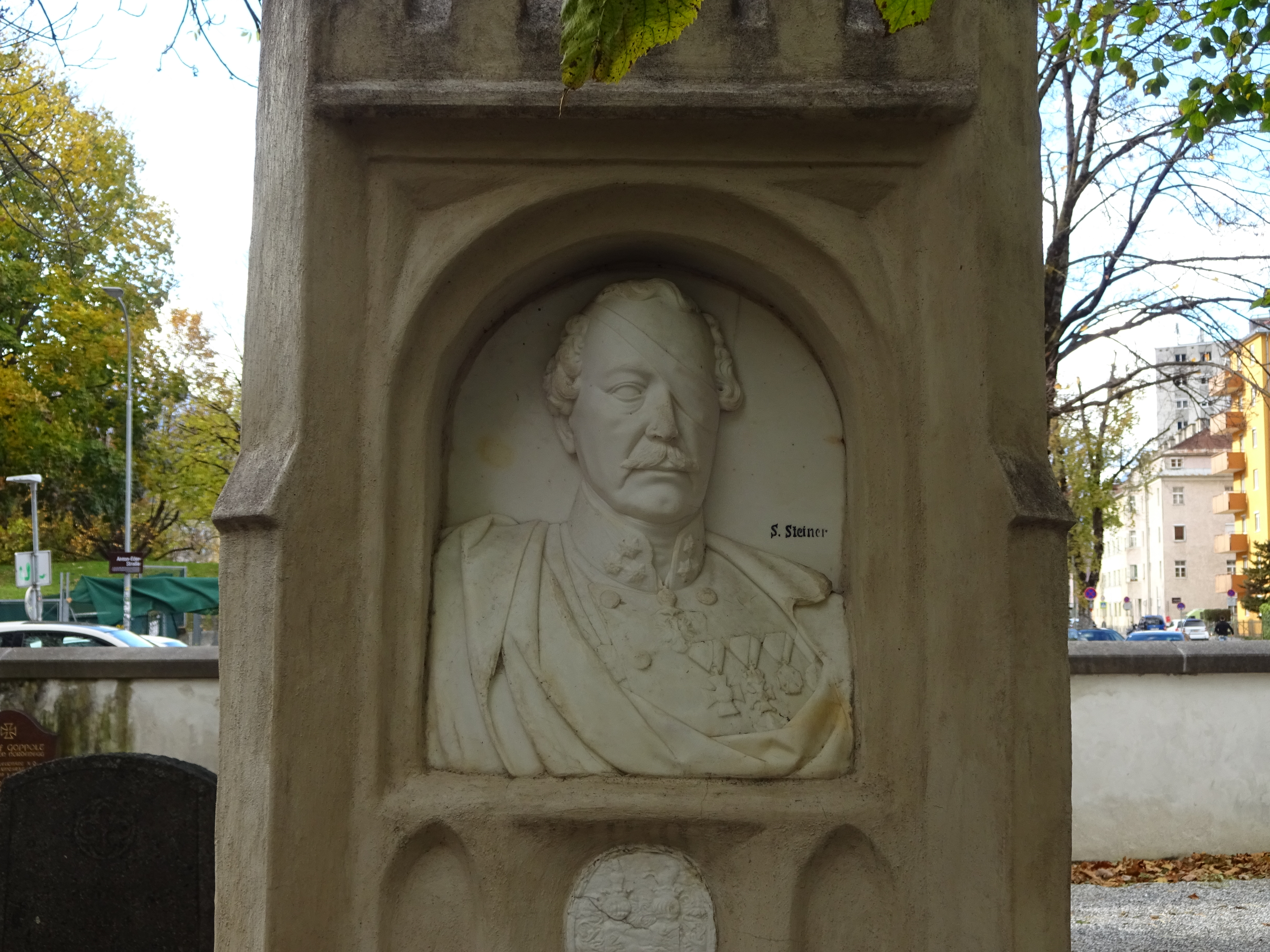
Portraitrelief Heinrich von Roßbachs an dessen Grabmal am k.u.k. Militärfriedhof Pradl

1860 eröffnete er in Innsbruck eine Werkstatt, in der er vorerst Grabmonumente fertigte. Er wandte sich jedoch bald hauptsächlich der Schnitzerei zu und erhielt Aufträge von Mitgliedern des in- und ausländischen Hochadels. So schuf er etwa 1865 für Erzherzog Karl Ludwig von Österreich kleinformatige Kopien der 28 Statuen des Grabmals von Kaiser Maximilian in der Innsbrucker Hofkirche. Finanziert durch ein Stipendium bildete er sich 1872 an der Wiener Kunstgewerbeschule weiter und übernahm 1873 in Innsbruck an der von privater Seite gegründeten Lehrwerkstätte für Bildhauer die Schnitzausbildung sowie die Leitung der Lehrwerkstätte.
Im Jahre 1885 übersiedelte er nach Meran. Steiners künstlerisches Vorbild war unter anderem Alexander Colin. Er setzte zahlreiche Volksszenen nach Bildern Defreggers in Reliefs um und fertigte in Hochrelief geschnitzte Porträtköpfe nach Photographien an. Er nahm an zahlreichen Ausstellungen teil, unter anderem an den Weltausstellungen in London, Paris und Wien sowie der Centennial Exhibition in Philadelphia 1876, und wurde mit zahlreichen Preisen prämiert. 1874 wurde er zum Hof-Bildhauer ernannt.
Seine Werke befinden sich heute in Museen in Dublin, New York, Philadelphia und Innsbruck. Sein Sohn Julius Steiner (1863–1904) wurde ebenfalls ein bekannter Bildhauer.